# Cerje (Chorwacja)
Cerje – wieś w Chorwacji, w żupanii zagrzebskiej, w mieście Vrbovec. W 2011 roku liczyła 217 mieszkańców.